# Новая Терновка (Алтайский край)
Новая Терновка — упразднённый посёлок в Шипуновском районе Алтайского края. На момент упразднения входил в состав Кузнечихинского сельсовета. Исключен из учётных данных в 2001 году.

## География
Располагался на региональной трассе 01Н6010 «Тугозвоново — Ельцовка — Озерки», у южного берега безымянного озера-старицы, на расстоянии приблизительно 0,7 км (по-прямой) к северо-востоку от села Кузнечиха.

## История
Основан в 1886 г. В 1928 году село Ново-Терновское состояло из 66 хозяйств. В нём располагались школа 1-й ступени и две трудовые земледельческие артели. В административном отношении являлось центром Ново-Терновского сельсовета Чарышского района Рубцовского округа Сибирского края.
Решением Алтайского краевого собрания народных депутатов от 05 июня 2001 года № 141 населённый пункт, исключен из учётных данных.

## Население
По данным переписи 1926 года в селе проживало 398 человек (199 мужчин и 199 женщин), основное население — русские